# Sintula spiniger
Sintula spiniger là một loài nhện trong họ Linyphiidae.
Loài này thuộc chi Sintula. Sintula spiniger được miêu tả năm 1935 bởi Balogh.